# Slaget vid Høland
Slaget vid Høland var det första fältslaget under kung Karl XII:s norska fälttåg 1716 under det stora nordiska kriget. Slaget demonstrerade det norska motståndet, där norrmännen under befäl av Ulrik Christian Kruse gjorde ett djärvt anfall mot de svenska trupperna omkring Løken prästgård. Anfallet skedde i missuppfattningen att fienden bestod blott av en förtrupp. Istället stötte norrmännen på själva Karl XII och hans tre gånger starka trupper. Trots nederlaget vann de norska försvararna stor ära. 